# جایزه صلح نوبل ۲۰۱۷
جایزه صلح نوبل ۲۰۱۷ (انگلیسی: 2017 Nobel Peace Prize) براساس اعلام کمیته نوبل نروژ در ۶ اکتبر ۲۰۱۷، به خاطر کارزار بین‌المللی برای نابودی سلاح‌های هسته‌ای که موفق شد توجهات بین‌المللی را به عواقب فاجعه‌بار انسانی هر گونه استفاده از سلاح‌های هسته‌ای جلب کند به «کمک‌های برجسته به صلح» اعطا شد، تلاش‌هایی که برای دستیابی به معاهده ممنوعیت استفاده از چنین سلاح‌هایی صورت گرفته بود. «کمیته نوبل نروژ» به این حقیقت اذعان کرد که کشورهای دارنده جنگ‌افزار هسته‌ای و هم پیمانانشان. نه این معاهده را امضا کرده‌اند و نه از معاهده منع سلاح‌های هسته‌ای حمایت کرده‌اند، با این حال رئیس کمیته (پیمان منع جنگ‌افزار) به گزارشگران گفت که این جایزه تمام بازیکنان در زمینه خلع‌سلاح را تشویق می‌کند. این جایزه از سوی جامعه مدنی و همچنین نمایندگان دولت‌هایی که از معاهده منع سلاح‌های هسته‌ای حمایت می‌کنند مورد استقبال قرار گرفت، اما از سوی کسانی که مخالف بودند انتقاد کردند.
مراسم اعطای جایزه نوبل در ۱۰ دسامبر ۲۰۱۷ در شهر اسلو برگزار خواهد شد.

## مراسم اهدای جایزه
یک روز قبل از برگزاری مراسم دهمین دوره اعطای جایزه صلح نوبل که در دسامبر در تالار شهر اسلو برگزار شد، مؤسسه کارزار بین‌المللی برای نابودی سلاح‌های هسته‌ای ۱۰۰۰جرثقیل کاغذی قرمز و آبی که توسط کودکان برای هیروشیما ساخته شده بود را در مقابل پارلمان نروژ نصب کرد.

## جایزه پیشین تلاش‌های خلع سلاح هسته‌ای
پس از آنکه برای اولین بار سلاح‌های هسته‌ای، در سال ۱۹۴۶ مورد استفاده قرار گرفت، جایزه صلح نوبل با تلاش‌های خلع سلاح هسته‌ای شروع به شناخت شدن کرد:
- (۱۹۵۹) فیلیپ نوئل بیکر
- (۱۹۶۲) لینوس پائولینگ
- (۱۹۷۴) ایساکو ساتو
- (۱۹۸۲) آلوا میردال و آلفونسو گارسیا روبلز
- (۱۹۸۵) پزشکان بین‌المللی برای جلوگیری از جنگ هسته ای
- (۱۹۹۰) میخائیل گورباچف
- (۱۹۹۵) جوزف روتبلات و همایش‌های پاگواش در علوم و امور جهانی
- (۲۰۰۵) آژانس بین‌المللی انرژی اتمی و محمد البرادعی

در هنگام سخنرانی اهدای جوایز در ۱۰ دسامبر ۲۰۱۷، رئیس کمیته نوبل، بریت ریس - اندرسن یادآوری کرد که "دوازده جایزه صلح، به طور کامل یا جزئی" را به احترام به "تلاش‌های ضد سلاح‌های هسته‌ای یا خلع سلاح هسته‌ای اهدا کرده‌اند، " که جایزه نوبل سال ۲۰۰۹ که به باراک اوباما اهدا شد را نیز دربر گرفت.